# Luftwaffenkommando Ostpreußen (1945)
Das Luftwaffenkommando Ostpreußen war eine Kommandobehörde der Luftwaffe der Wehrmacht im Zweiten Weltkrieg. Es stand in keinem Zusammenhang mit dem Luftwaffenkommando Ostpreußen (1938–1939). Es war nach Ostpreußen benannt, der nordöstlichsten Provinz des bis 1945 bestehenden Staates Preußen.

## Geschichte
Das Luftwaffenkommando Ostpreußen ging am 24. Januar 1945 aus dem umbenannten Luftgaukommando I hervor. Das Hauptquartier lag in Pillau-Neutief. Es war anfangs der Luftflotte 6 unterstellt und erhielt ab Februar 1945 seine Befehle direkt vom Oberkommando der Luftwaffe. Nachdem am 12. Januar die sowjetische Weichsel-Oder-Operation begonnen hatte, erreichte die Rote Armee Ende Januar die Danziger Bucht an der Ostsee und schnitt Ostpreußen von allen Landverbindungen ab. In der Ostpreußischen Operation, die sich bis Ende April 1945 hinzog, unterstützte es die Heeresgruppe Nord mit der 3. Panzerarmee, der 4. Armee und der 2. Armee. Nach der bedingungslosen Kapitulation der Wehrmacht wurde es aufgelöst.

## Personen

### Befehlshaber
| Dienstgrad   | Name          | von             | bis            |
| ------------ | ------------- | --------------- | -------------- |
| Generalmajor | Klaus Uebe    | 24. Januar 1945 | 24. April 1945 |
| Oberst       | Günther Sachs | 24. April 1945  | 8. Mai 1945    |

### Chef des Stabes
| Dienstgrad | Name           | von             | bis            |
| ---------- | -------------- | --------------- | -------------- |
| Oberst     | Erich Schult   | 24. Januar 1945 | 28. April 1945 |
| Oberst     | Anselm Brasser | 29. April 1945  | 8. Mai 1945    |

## Unterstellung
| Unterstellung              | von             | bis          |
| -------------------------- | --------------- | ------------ |
| Luftflotte 6               | 24. Januar 1945 | Februar 1945 |
| Oberkommando der Luftwaffe | Februar 1945    | 8. Mai 1945  |

## Unterstellte Verbände
| 24. Januar 1945                                                                     |                                                                                      |
| ----------------------------------------------------------------------------------- | ------------------------------------------------------------------------------------ |
| 24. Januar 1945                                                                     | 4. Fliegerdivision; Fliegerführer 6; Jagdfliegerführer Ostpreußen; 18. Flak-Division |
| 8. März 1945                                                                        |                                                                                      |
| 2./Nahaufklärungsgruppe 4; Stab und III./Jagdgeschwader 51; I./Schlachtgeschwader 3 |                                                                                      |